# 浪坡乡
浪坡乡（藏語：ལམ་ཕུགས，威利转写：lam phugs），是中华人民共和国西藏自治区山南市错那市下辖的一个乡镇级行政单位。

## 行政区划
浪坡乡下辖以下地区：
昂定村、聚塘村、养堆村、肖村、汤乌村和岗萨洞村。